# 슬로바키아
슬로바키아 공화국(슬로바키아어: Slovenská republika 슬로벤스카 레푸블리카), 약칭 슬로바키아(슬로바키아어: Slovensko 슬로벤스코, 문화어: 슬로벤스꼬)는 중앙유럽에 있는 공화국이다. 서쪽으로 체코, 북쪽으로 폴란드, 동쪽으로 우크라이나, 남쪽으로 헝가리, 남서쪽으로 오스트리아와 접해 있다. 수도이자 가장 큰 도시는 브라티슬라바이며, 둘째로 큰 도시는 코시체이다. 서슬라브족에 속하는 슬로바키아인이 주요 민족으로, 체코인이 그 뒤를 잇는다. 공용어는 슬로바키아어이다. 이름이 비슷한 슬로베니아는 이 나라처럼 슬라브족에 속하지만, 이 나라는 폴란드, 체코에 가까운 민족이며, 슬로베니아는 주로 주변 남슬라브족과 연관성이 깊다.
현재의 영토에 슬라브족이 처음 도착한 것은 서기 5-6세기의 일이다. 서기 6세기 후반에는 아바르 칸국의 지배를 받았다. 서기 7세기에는 사모가 사모 왕국을 세울 때 주요한 역할을 했으며, 서기 9세기에는 아바르 칸국이 해체되자 니트라 대공국을 세웠는데 이는 후에 모라비아 왕국에 의해 점령되었다. 서기 10세기에는 대모라바 왕국의 해체로 헝가리 대공국이 세워졌는데 이는 1000년에 헝가리 왕국으로 바뀌었다. 13세기에 몽골의 유럽 원정으로 영토의 대부분이 파괴되었으나 벨러 4세에 의해 복구되었다.
제1차 세계 대전으로 오스트리아-헝가리가 해체되어 체코슬로바키아가 세워졌는데, 슬로바키아는 그 일부로 존재했다. 제2차 세계 대전 중에는 나치 독일의 종속국인 슬로바키아 공화국 형태로 유지되었다. 1948년 체코슬로바키아 쿠데타로 체코슬로바키아가 공산국가가 되었는데, 이후 프라하의 봄 등의 사건이 이어지다가 1989년 벨벳 혁명으로 공산주의 체제가 종결되었다. 슬로바키아는 체코슬로바키아에서 평화적으로 해체되어 1993년 1월 1일부터 독립국이 되었다.
슬로바키아는 선진국으로 분류된다. 국민들에게 보편적 건강보장 정책을 펼치고 있으며, 무상교육과 육아휴직이 보장된다. OECD, 유럽 연합, 유로존, 솅겐 지역, 국제 연합, 북대서양 조약 기구, 유럽 입자 물리 연구소, 세계무역기구 등의 회원이다. 여덟 개의 유네스코 세계유산이 있으며, 2019년 기준 인구당 차량 생산량이 가장 높은 국가이다.

## 어원
슬로바키아어로 슬로바키아는 '슬로벤스카'(Slovenská)라고 하는데, 이는 '슬라브족의 땅'이라는 뜻의 슬로바키아어인 '슬로벤스코(Slovensko)'에서 온 말이다. 슬로베니아, 슬라보니아 역시 같은 종류의 어원을 가진다. 체코어로는 1291년에 슬로박(Slovák) 표기가 처음 나타난 뒤 이 계통의 표기가 계속 사용되어왔다. 현대의 영어, 프랑스어, 독일어 등에서 슬로바키아를 부르는 용어도 모두 이 계열이며, 한국어로 부르는 용어도 여기서 왔다.
중세시대 라틴 문헌에서는 슬라부스, 슬라보니아, 슬라보룸 등으로 표기되었다. 게르만어 문헌에서는 빈덴란트, 빈디셰란트 등으로 쓰여오던 것이 16세기 들어서 슬로바키아, 슐로바케이 등의 표기가 나타났다.

## 지리
슬로바키아는 북위 47°~50°, 동경 16°~23°에 위치해 있다. 슬로바키아는 산악 지형으로 유명하며, 카르파티아산맥이 국가 북부 대부분을 가로지르고 있다. 이러한 산맥 중에는 파트라-타트라 지역(타트리산맥, 대파트라산맥, 소파트라산맥), 슬로바키아 광석 산맥, 슬로바키아 중앙 산맥 또는 베스키디산맥이 있다. 가장 큰 저지대는 남서쪽의 비옥한 다뉴브 저지대이며, 남동쪽의 동부 슬로바키아 저지대가 그 뒤를 따른다. 육지의 41%가 삼림지역이다.

## 기후
온대기후와 대륙성기후 사이에 위치하며 여름은 상대적으로 따뜻하고 겨울은 춥고 흐리고 습하다. 극한 온도는 −41 ~ 40.3°C이지만 −30°C 아래로는 거의 떨어지지 않는다. 북쪽의 산악지대와 남쪽의 평야지대의 날씨가 다르다.
가장 따뜻한 지역은 브라티슬라바와 남부 슬로바키아로 여름에는 기온이 30°C에 달하고 때로 후르바노보에서는 39°C까지 올라가기도 한다. 밤에는 온도가 20°C까지 떨어진다. 겨울 평균 일일 기온은 −5°C~10°C이다. 밤에는 영하로 추울 수 있지만 일반적으로 −10°C보다 높은 온도를 유지한다.
슬로바키아에는 사계절이 있으며 각 계절(봄, 여름, 가을, 겨울)은 3개월 동안 지속된다. 건조한 대륙 공기는 여름 더위와 겨울 서리를 가져온다. 대조적으로, 해양 공기는 강우량을 가져오고 여름 기온을 낮춘다. 저지대와 계곡에는 특히 겨울에 안개가 자주 발생한다.
봄은 3월 21일에 시작되며 첫 주에는 평균 일일 기온이 9°C, 5월에는 약 14°C, 17°C로 비교적 추운 날씨가 특징이다. 슬로바키아에서는 6월에는 날씨와 기후가 매우 불안정하다. 여름은 6월 22일에 시작되며 일반적으로 일일 기온이 30°C보다 고온이다. 7월은 기온이 약 37~40°C에 달하는 가장 더운 달이다. 메다르도바 크밥카(Medardova kvapka, Medard drop - 40일 동안의 비)라고 불리는 여름 몬순으로 인해 소나기나 뇌우가 발생할 수 있다. 북부 슬로바키아의 경우 산간지역인 까닭에 여름은 일반적으로 기온이 약 25°C로 온화하다.
슬로바키아의 가을은 9월 23일에 시작되며 대부분 습한 날씨와 바람이 특징이지만 첫 주는 매우 따뜻하고 화창하기도 하다. 9월 평균 기온은 약 14°C이고, 11월 평균 기온은 3°C이다. 9월 말과 10월 초는 건조하고 화창한 시기인데 '인디언 서머'라고도 한다. 겨울은 12월 21일에 시작되며 기온은 약 -5~-10°C이다. 12월과 1월에는 보통 눈이 내리는데, 보통 일년 중 가장 추운 달이다. 낮은 고도에서는 눈이 겨울 내내 머물지 않고 서리로 변한다. 북부 산악지대는 더 춥다. 눈은 보통 3월이나 4월까지 지속되고 밤 기온은 -20°C 아래로 떨어진다.

## 역사

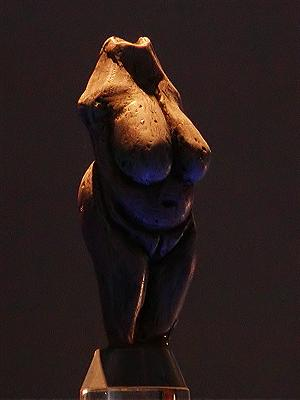
슬로바키아 지역에서 발견된 기원전 22,800년경의 여신상.

슬로바키아에서 발견된 가장 오래된 인간의 거주 흔적은 기원전 27만년의 것으로, 전기 구석기 시대의 것이다. 발견된 유물로는 클락토니안형 석기가 있다.

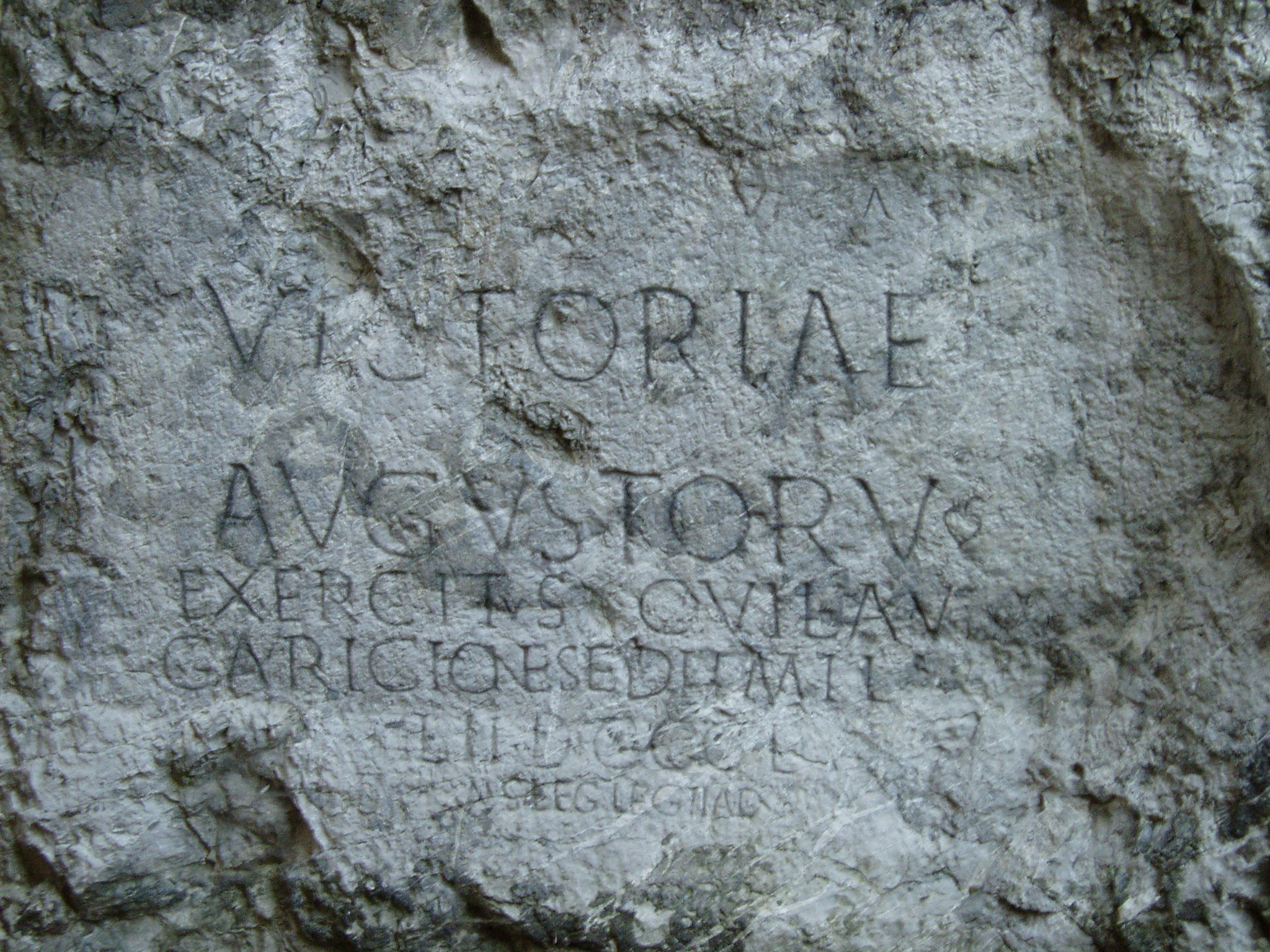
트렌친 성에 남아있는 178년경 로마제국의 명문.

이후 본격적인 문명은 2세기 로마 제국에 의해서 처음 자리잡았다. 이들은 다뉴브 남쪽에 기지를 세웠는데, 그중 가장 큰 것은 카르눈툼으로 현재의 빈과 브라티슬라바 중간지점에 위치하며, 그 다음으로 큰 것은 브리게티오로 현재의 쇠니이다.
2-3세기에 훈족이 중앙아시아의 유라시아 스텝을 떠나 377년에 다뉴브강을 건너 판노니아 평원을 점령했다. 이들은 거기에 75년동안 정착지를 만들고 거주하며 서유럽을 약탈했다. 하지만 453년에 아틸라가 죽고 훈족이 사라지자 568년에 아바르가 훈족의 헤게모니를 대체하였다. 이들은 판노니아 평원을 점령하고 카르파티아 분지를 다스렸다. 슬라브족은 이들과 함께 왔다가, 623년에 사모의 지도로 반란을 일으켜 나라를 세웠다.
서기 9세기에는 아바르 칸국이 해체되자 니트라 대공국을 세웠는데 10세기 초 헝가리의 전신인 모라비아 왕국에 의해 점령되었다. 서기 10세기에는 대모라바 왕국의 해체로 헝가리 대공국이 세워졌는데 이는 1000년에 헝가리 왕국으로 바뀌었다. 13세기에 몽골의 유럽 원정으로 영토의 대부분이 파괴되었으나 벨러 4세에 의해 복구되었다.
제1차 세계 대전으로 오스트리아-헝가리가 해체되어 체코슬로바키아가 세워졌는데, 슬로바키아는 그 일부로 존재했다. 제2차 세계 대전 중에는 나치 독일의 종속국인 슬로바키아 공화국 형태로 유지되었다. 1948년 체코슬로바키아 쿠데타로 체코슬로바키아가 공산국가가 되었는데, 이후 프라하의 봄 등의 사건이 이어지다가 1989년 벨벳 혁명으로 공산주의 체제가 종결되었다. 슬로바키아는 체코슬로바키아에서 평화적으로 해체되어 1993년 1월 1일부터 독립국이 되었다. 2004년에 유럽 연합에 가입했고, 2009년 1월 1일부터 유로를 공식 화폐로 도입했다.

## 인구와 주민
슬로바키아는 슬로바키아인의 민족 국가로서 발족했지만, 헝가리인, 독일인, 루신인, 우크라이나인, 로마인, 러시아인, 유대인도 뒤얽혀 살고 있다. 지명에도 슬로바키아어 뿐만 아니라 헝가리어나 독일어에서 유래한 이름이 많이 있다.
1920년의 트리아농 조약에 의해, 제1차 세계 대전의 패전국으로 여겨진 오스트리아-헝가리 제국이 해체되고 범슬라브주의의 영향을 받았던 슬로바키아인은 헝가리인과 독일인의 거주지를 포함한 상태로, 체코와 합병한 형태로 독립을 완수했다.
슬로바키아인은 원래 산악 민족이며, 전체인구의 10%는 헝가리인이다.

## 언어

2021년 슬로바키아의 언어 지도.

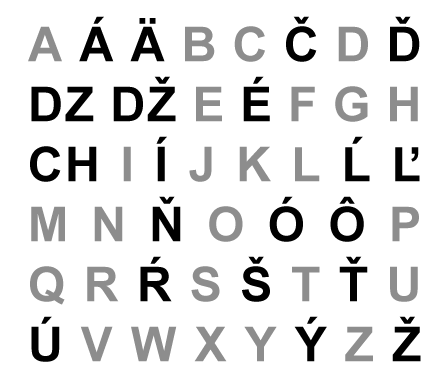
슬로바키아 알파벳은 46개가 있는데, 그중 3개는 이중음자이며, 18개는 발음 구별 기호를 가진다.

슬라브어파인 슬로바키아어가 공용어이다. 남부 지역에서는 헝가리어가 주로 사용되며, 북동부 일부지역에서는 루신어가 쓰인다. 어떤 행정구역에서 인구의 15% 이상이 사용하는 언어가 있다면, 그 언어는 공식적인 소수 언어로 인정되어 각종 문서에 병기하는 정책이 있다.
슬로바키아는 유럽 연합 회원 중 외국어를 가장 유창하게 할 수 있는 국가 중 하나이다. 2007년에는 25세에서 64세 사이 인구의 28%가 2개국어 이상을 말할 줄 안다는 조사 결과가 발표되었는데, 이는 전체 유럽 연합 국가중 둘째로 높은 수치이다. 슬로바키아에서 가장 많이 사용되는 외국어는 체코어이나 1993년 체코와 분리된 이후 젊은 층에서는 체코어를 모르는 사람이 많다. 2012년에는 26%의 인구가 영어를, 22%의 인구가 독일어를, 17%의 인구가 러시아어를 일상 회화가 가능한 정도로 사용할 줄 안다는 것이 보고되었다.

## 종교
종교는 기독교 계열의 종파가 영향력을 지닌 국가로 가톨릭이 63%이며 동방 정교회가 3%, 개신교 8.2%의 신자가 있다. 그 외 유대교와 이슬람교가 있으며 무신론자가 10% 정도이다.

## 정치
국가 형태는 공화국이고 정부 형태는 내각책임제이다. 대통령은 직접 선거로 선출하고 임기는 5년 중임이 가능한 국가 원수이지만 명예직이다. 실질적인 권력은 정부 수반인 슬로바키아의 총리에게 위임되어 있으며 행정부를 담당하는 내각과 입법기관인 의회 그리고 사법부로 국가권력이 분리·배분되어 있다. 체코슬로바키아와 분리 독립 직후 유엔에 가입했다. 1993년 2월 초대 대통령인 미하일 코바츠가 선출되었다. 현직 대통령은 페테르 펠레그리니이며, 현직 총리는 로베르트 피초이다.
대통령은 결선투표제로 뽑으며, 행정부의 수반이자 대부분의 권력을 가지고 있는 총리는 주로 여당의 대표가 맡는다. 총리는 대통령이 임명하고, 나머지 각 기관의 장은 총리가 직접 임명한다.
입법부 최고기관인 슬로바키아 공화국 국민의회는 총 150석이며 단원제를 취한다. 국회위원의 임기는 4년이고 비례대표제로 선출된다.
사법부 최고기관은 슬로바키아 헌법재판소로, 대통령에 의해 임명된 총 13명의 재판관이 있다.
슬로바키아 헌법은 1992년 9월 1일에 제정되어 1993년 1월 1일부터 시행되었다. 이 헌법은 1998년 9월에 한번 개정되었으며, 2001년 2월에 다시 개정되었는데 이는 유럽 연합에 가입하기 위함이었다. 오스트리아-헝가리 법전 기반의 대륙법을 따르는데, 이후 유럽 안보 협력 기구(OSCE)의 요청에 따라 마르크스-레닌주의 관련 문구를 삭제하도록 개정되었다.

## 행정구역
슬로바키아의 행정구역은 8개의 크라이(주)로 구성된다.
| 프레쇼우주 코시체주 질리나주 반스카비스트리차주 트렌친주 니트라주 트르나바주 브라티슬라바주 |

| 이름               | 주도             | 인구(2019) |
| ------------------ | ---------------- | ---------- |
| 브라티슬라바주     | 브라티슬라바     | 669 592    |
| 트르나바주         | 트르나바         | 564 917    |
| 니트라주           | 니트라           | 674 306    |
| 트렌친주           | 트렌친           | 584 569    |
| 질리나주           | 질리나           | 691 509    |
| 반스카비스트리차주 | 반스카비스트리차 | 645 276    |
| 프레쇼우주         | 프레쇼우         | 826 244    |
| 코시체주           | 코시체           | 801 460    |

## 산업
농업은 작물농업과 축산업이 결합된 형태로 발달하였다. 주요 농산물은 사료용 곡물과 호프 및 주곡인 밀의 생산이 가장 많고 그 다음이 사탕무 생산이다. 축산업이 발달하여 육류·우유·양모 등은 중요 수출품이다.
광물자원으로는 구리·납·아연·철 등이 생산되며, 석탄·석유 및 천연가스도 생산되고 있다. 중화학공업과 제지업·의류 및 가죽산업도 발달하였다. 2002년의 무역은 수출이 137억 3,400달러, 수입이 153억 2,300만 달러였다.
냉전 종식으로 자유화된 후에는 자동차 공업이 발전하고 있다. 폭스바겐, 기아자동차, 랜드로버 등이 슬로바키아에 현지공장을 차렸다.

## 주요 관광지
풍부한 온천과 아름다운 자연 및 특이한 전통공예품이 있는 나라로써 관광업이 활기있다.

### 브라티슬라바 성
과거 황제의 거처였으며 나폴레옹 전쟁 때 소실되었다가 제2차 세계 대전 후에 복구되었다. 지금은 슬로바키아의회와 시립박물관의 주건물로 사용되고 있다. 이 성의 3층에서는 20세기 슬로바키아의 역사, 문화, 예술을 한눈에 볼 수 있다.

### 스타리 스모코벡
늘 관광객들로 붐비는 이곳은 200여년 동안 번영해온 타트리의 위성 도시이며 스키장으로 유명한 곳이다. 시내에서 특이한 모양의 케이블카가 직접 스키장으로 운행한다. 스키장 외에도 계곡, 폭포, 아름다운 산들이 많아서 등산코스로 최적인 관광지이다.

### 코시체
과거 동부 슬로바키아의 중심지였으며 460년이 넘은 건물을 아직도 간직하고 있는 고도(古都)이다. 구석기 시대부터 이 지역에서 인간이 살았다는 유적이 발견된 곳이다.
달걀모양으로 생긴 시가지를 지나고 나면 성 엘리자베스 성당이 나오는데 이 고딕양식의 성당은 평화와 평안의 기분을 맛볼 수 있는 곳이며 건축재료가 우크라이나산 돌로 만들어져 있어 아주 독특한 분위기를 자아낸다.
레닌거리의 북쪽에는 예술사 박물관이 있는데 로마네스크에서 현대에 이르기까지 다양한 양식의 예술품이 전시되어 있다. 시가지 북쪽 끝의 Maratón Mieru 거리에 있는 동부 슬로바키아 박물관은 선사시대 유물과 고고학적 자료들, 그리고 희귀한 금화들을 관람하기에 좋은 곳이다.

## 같이 보기
- 슬로바키아의 문학

## 참고 문헌
- 조르주 뒤비 지음, 채인택 옮김, 《지도로 보는 세계사》, 생각의 나무 (2006)

### 슬로바키아
- (슬로바키아어/영어) 슬로바키아 정부 공식 사이트
- (슬로바키아어/영어/독일어) 슬로바키아 관광
- (슬로바키아어/영어) 슬로바키아 관광청

### 대한민국
- 주슬로바키아 대한민국 대사관
- 슬로바키아 보관됨 2005-10-30 - 웨이백 머신
- 해외 여행(슬로바키아편)
- 슬로바키아에 대하여 보관됨 2004-12-06 - 웨이백 머신

### 해외
- (영어) 론리플래닛의 정보(슬로바키아편)
- (영어) CIA의 세계 정보(슬로바키아편) 보관됨 2007-05-09 - 웨이백 머신
- (영어) 체코와 슬로바키아 관광